# Podolanka
Podolanka je obec v okrese Praha-východ ve Středočeském kraji. Rozkládá se asi sedmnáct kilometrů severovýchodně od centra Prahy a šest kilometrů jihozápadně od města Brandýs nad Labem-Stará Boleslav. Žije zde 604 obyvatel.

## Historie
První písemná zmínka o obci pochází z roku 1748. Později byla k obci přičleněna i část Cvrčovice.

## Obyvatelstvo
| Rok            | 1869 | 1880 | 1890 | 1900 | 1910 | 1921 | 1930 | 1950 | 1961 | 1970 | 1980 | 1991 | 2001 | 2011 | 2021 |
| -------------- | ---- | ---- | ---- | ---- | ---- | ---- | ---- | ---- | ---- | ---- | ---- | ---- | ---- | ---- | ---- |
| Počet obyvatel | 286  | 414  | 454  | 467  | 509  | 479  | 521  | 452  | 527  | 546  | 524  | 474  | 488  | 564  | 631  |
| Počet domů     | 51   | 51   | 53   | 56   | 57   | 56   | 86   | 98   | 116  | 122  | 129  | 148  | 160  | 180  | 207  |

## Obecní správa
Roku 1950 byl název obce změněn ze Cvrčovice na Podolanka, zároveň byly názvy Cvrčovice, Kostomlátky a Podolánka zrušeny jako názvy osad a staly se názvy místních částí, přičemž název Podolánka byl zkrácen na Podolanka.

### Územněsprávní začlenění
Dějiny územněsprávního začleňování zahrnují období od roku 1850 do současnosti. V chronologickém přehledu je uvedena územně administrativní příslušnost obce v roce, kdy ke změně došlo:
- 1850 země česká, kraj Praha, politický okres Karlín, soudní okres Brandýs nad Labem[8]
- 1855 země česká, kraj Praha, soudní okres Brandýs nad Labem[8]
- 1868 země česká, politický okres Karlín, soudní okres Brandýs nad Labem[8]
- 1908 země česká, politický i soudní okres Brandýs nad Labem[9]
- 1939 země česká, Oberlandrat Mělník, politický i soudní okres Brandýs nad Labem[10]
- 1942 země česká, Oberlandrat Praha, politický i soudní okres Brandýs nad Labem[11]
- 1945 země česká, správní i soudní okres Brandýs nad Labem[12]
- 1949 Pražský kraj, okres Brandýs nad Labem[13]
- 1960 Středočeský kraj, okres Praha-východ[14]

### Obecní symboly
Znak a vlajka byly obci uděleny rozhodnutím předsedy Poslanecké sněmovny Parlamentu České republiky dne 7. října 2003.

## Společnost
Ve vsi Cvrčovice (přísl. Kostomlátky, Podolánka, 600 obyvatel) byly v roce 1932 evidovány tyto živnosti a obchody: výroba čerpadel, 4 hostince, kolář, kovář, 2 krejčí, výroba lihovin, mlýn, obuvník, pískovna, 2 rolníci, řezník, sadař, 2 obchody se smíšeným zbožím, studnař, 3 trafiky, velkostatek Spolkového rolnického cukrovaru ve Vinoři.

## Doprava
Dopravní síť
- Pozemní komunikace – Obcí prochází silnice II/610 Praha – Podolanka – Brandýs nad Labem-Stará Boleslav – Mladá Boleslav – Turnov.
- Železnice – Železniční trať ani stanice na území obce nejsou. Nejbližší železniční stanicí jsou Praha-Satalice ve vzdálenosti čtyři kilometry ležící na trati 070 v úseku z Prahy do Neratovic.

Veřejná doprava
- Autobusová doprava – V obci má zastávku příměstská autobusová linka 375 vedená v trase Praha, Českomoravská – Brandýs nad Labem-Stará Boleslav s mnoha spoji (dopravce ČSAD Střední Čechy, a. s.). V obci je zajištěna i noční autobusová doprava.

## Pamětihodnosti
- Křížová cesta – výklenková kaple poutní cesty z Prahy do Staré Boleslavi, kulturní památka[17]
- Krucifix
- Kostel Stětí svatého Jana Křtitele
- Renesanční brána se sgrafitovou výzdobou, pozůstatek Štěpařova statku[18]

## Další fotografie

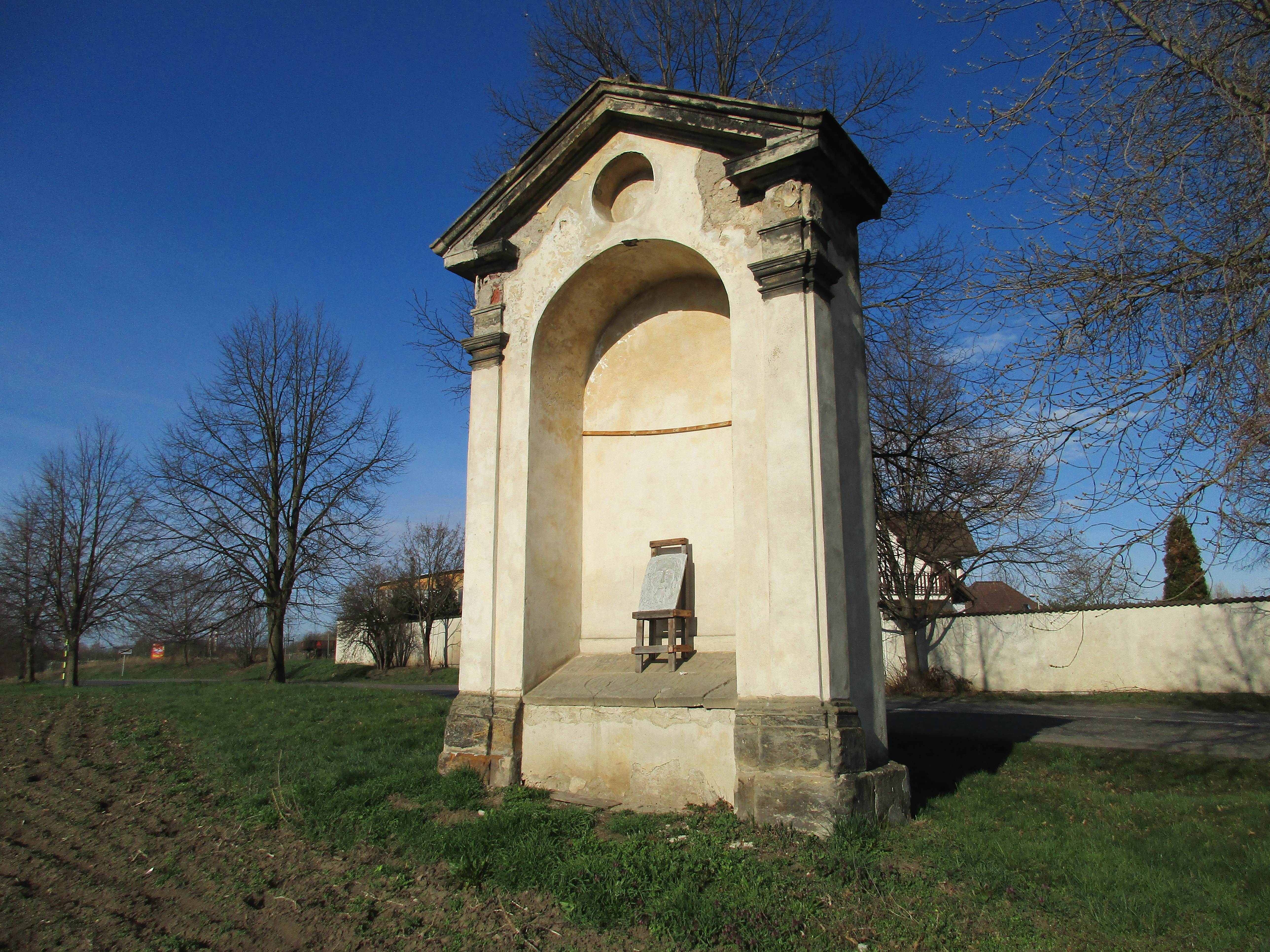
Svatojakubská kaple
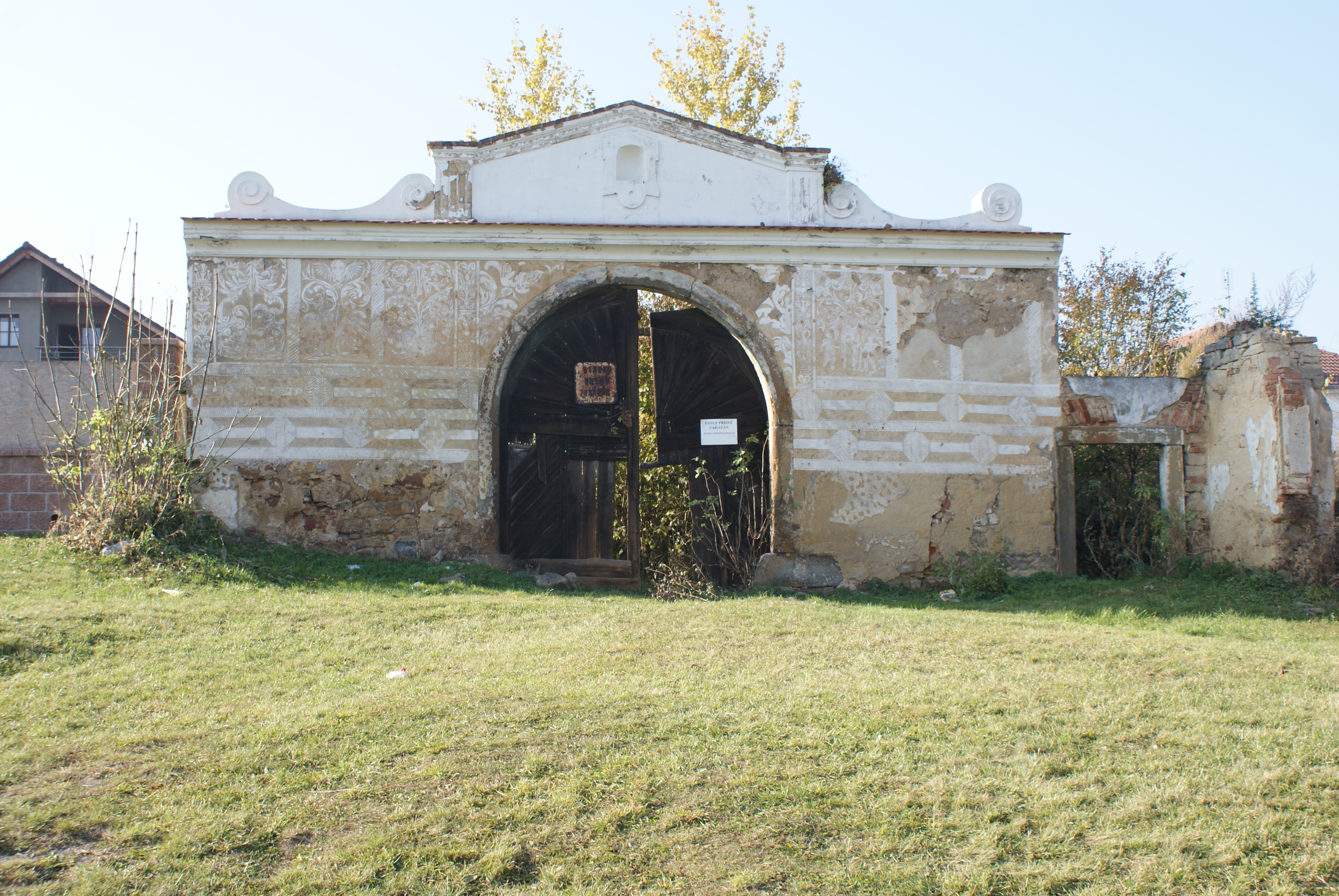
Renesanční sgrafitová brána
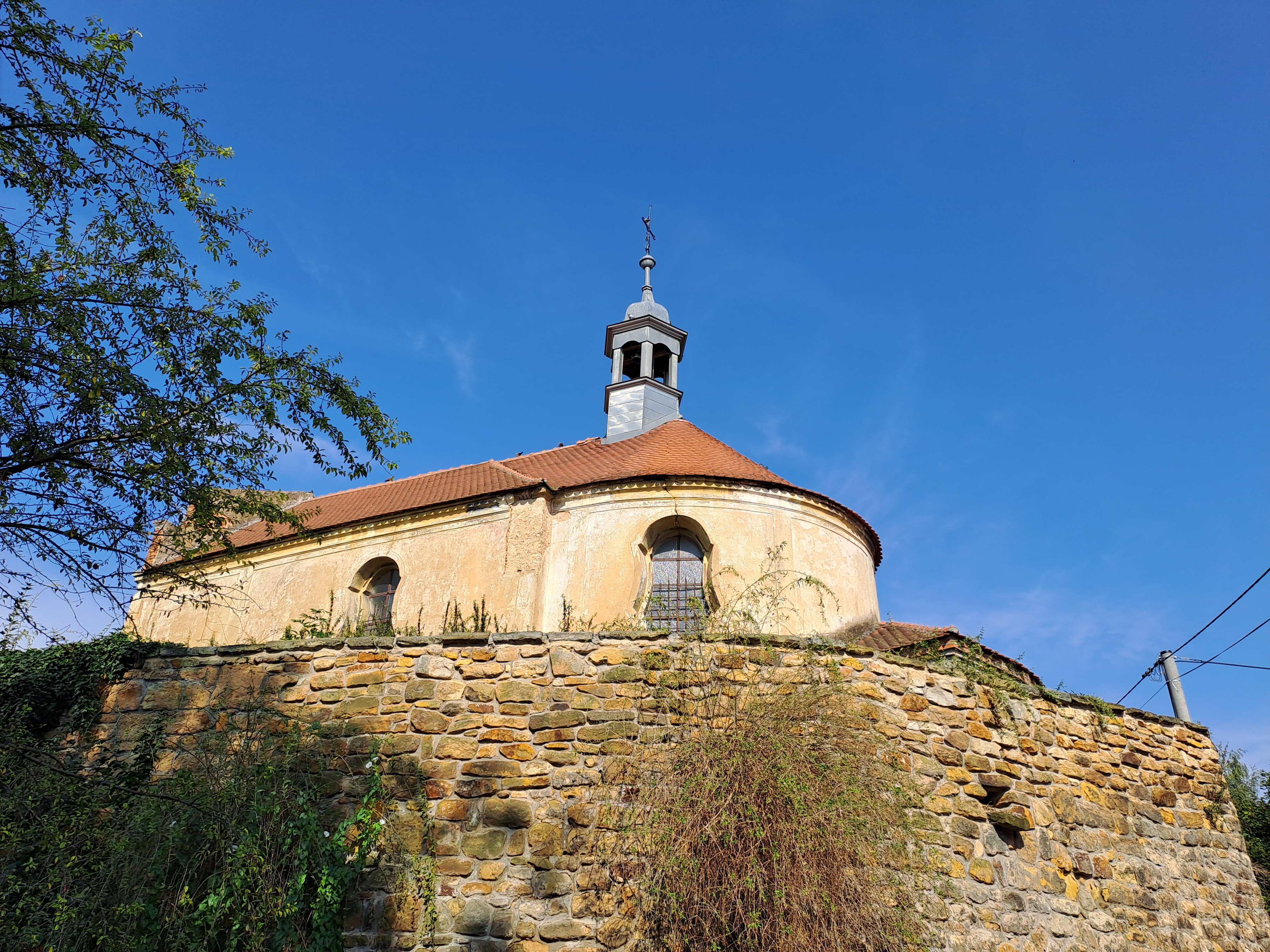
Kostel Stětí svatého Jana Křtitele
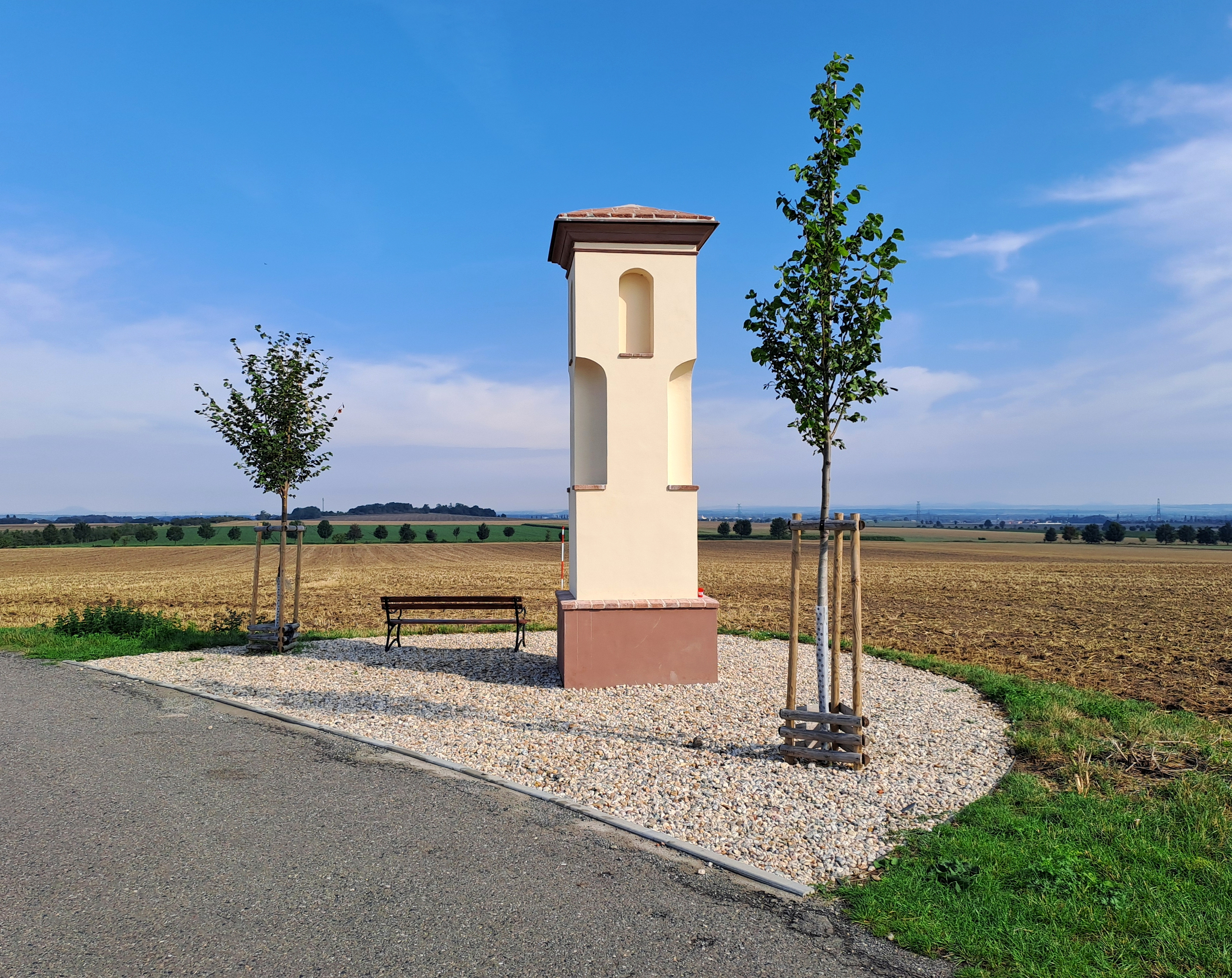
Boží muka u Cvrčovic
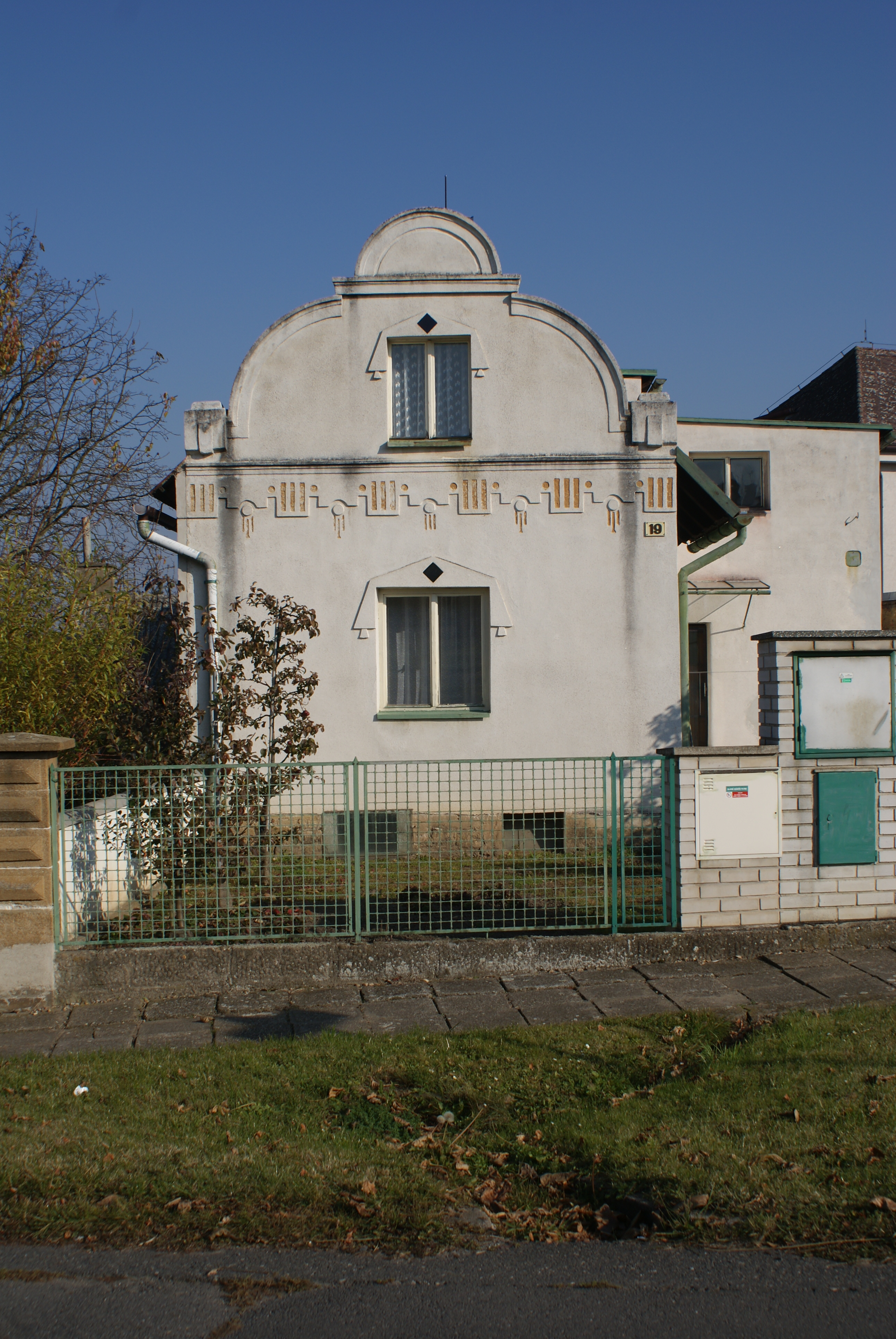
Dům na návsi
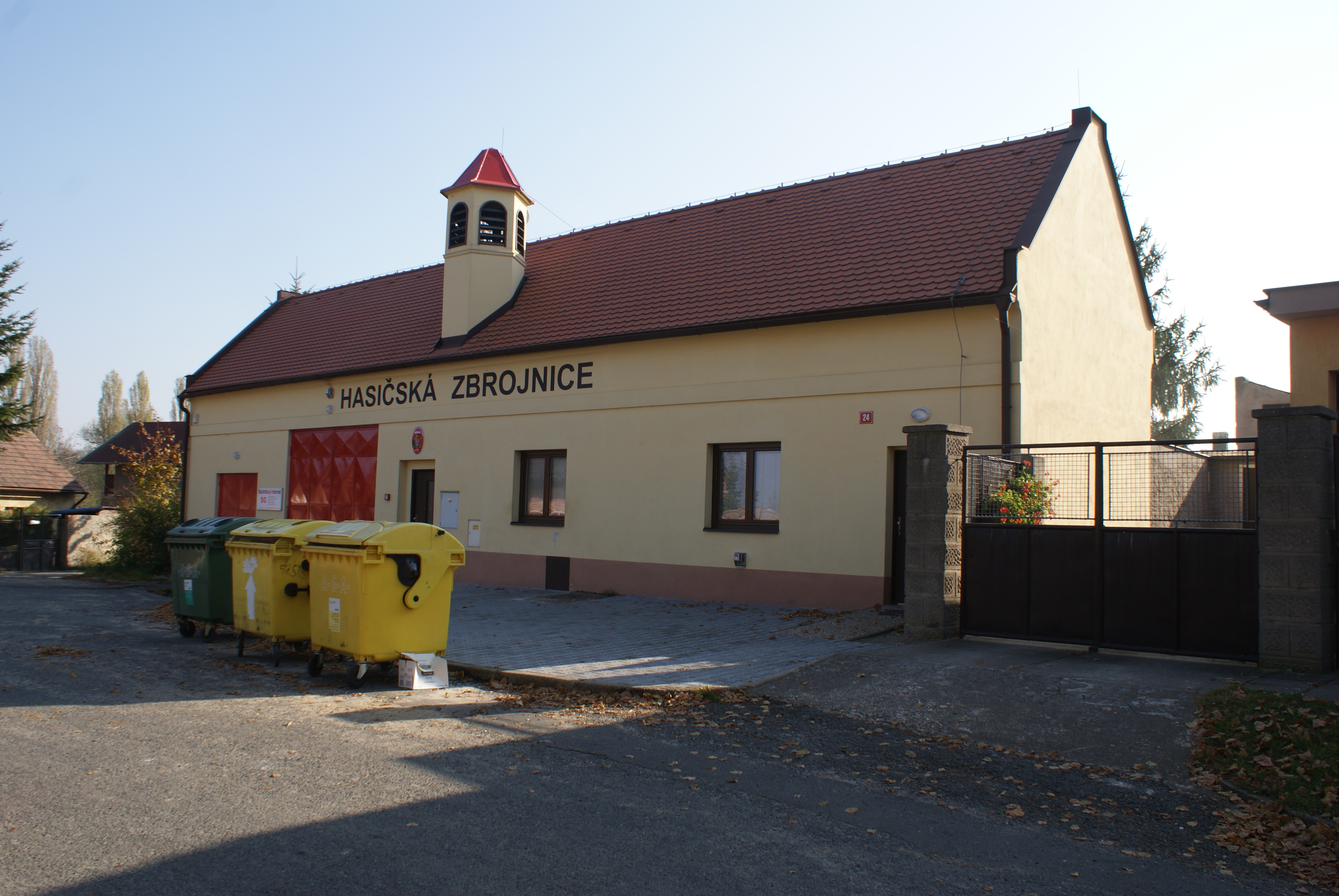
Hasičská zbrojnice
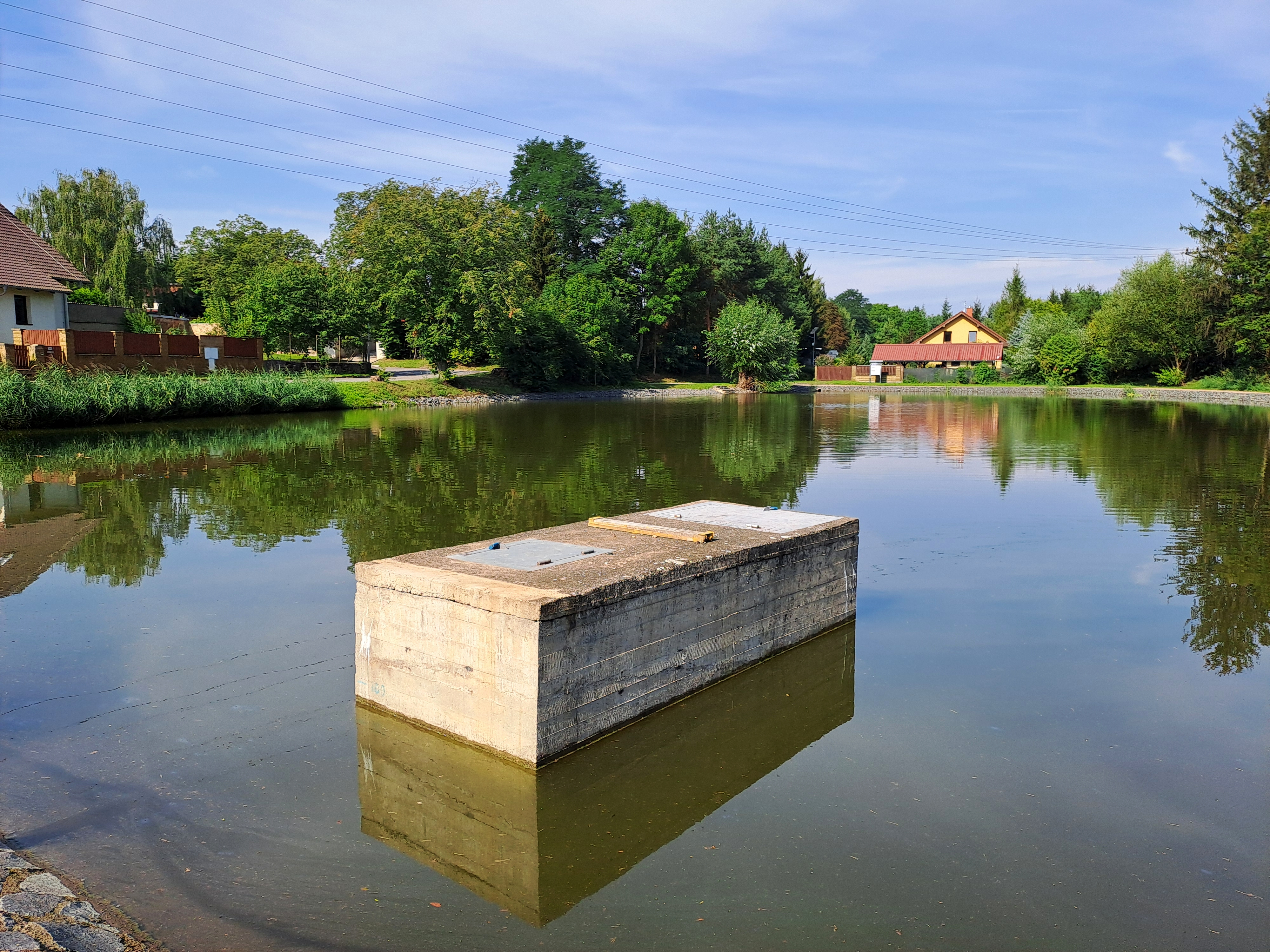
Rybník Jordánek
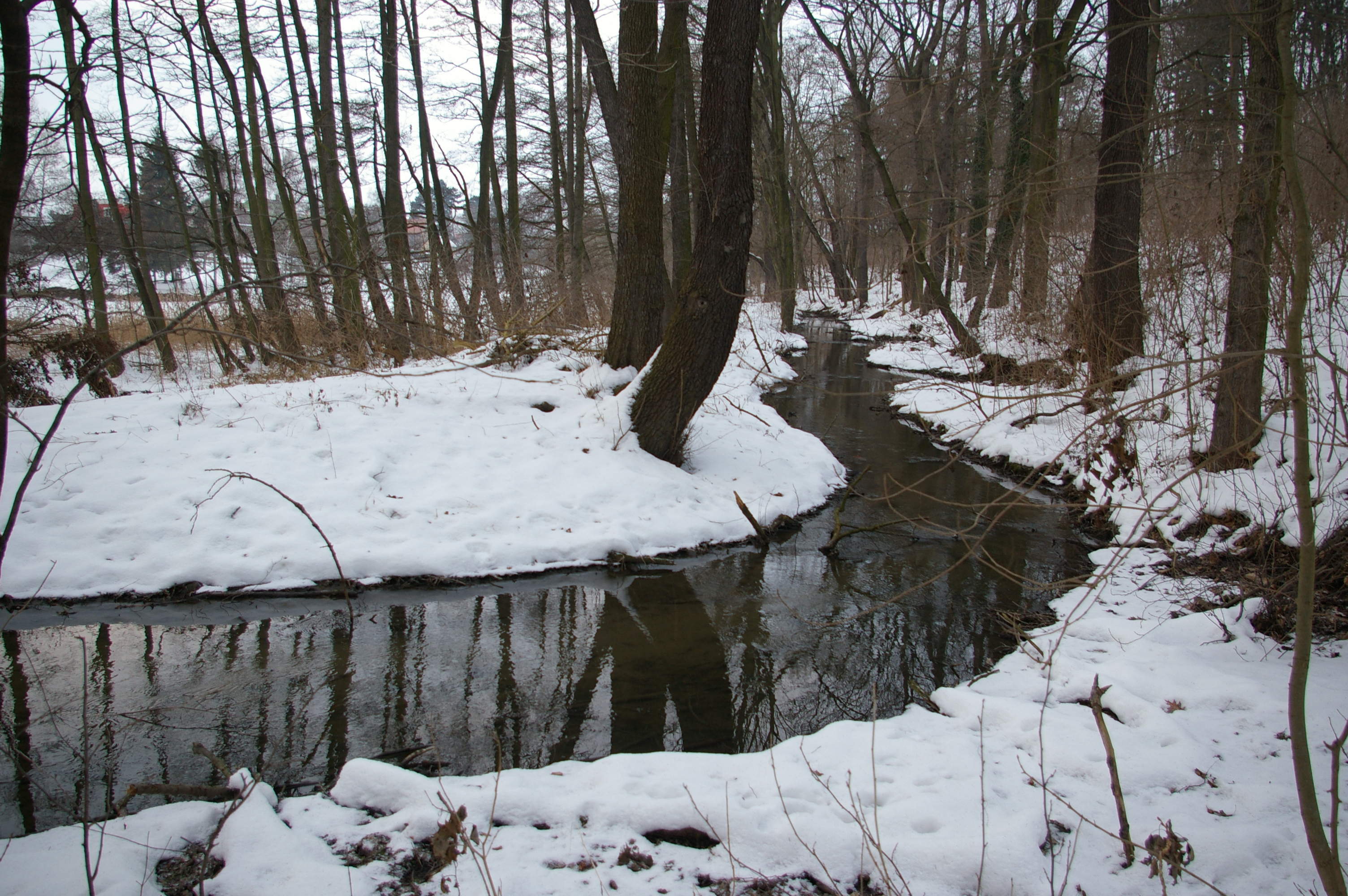
Vinořský potok u Podolanky